# Digama spilosomoides
Digama spilosomoides là một loài bướm đêm thuộc họ Erebidae. Loài này được tìm thấy ở Châu Phi (bao gồm cả Nam Phi) và được Walker miêu tả khoa học lần đầu tiên vào năm 1865.